# Thalpomys lasiotis
Thalpomys lasiotis és una espècie de mamífer rosegador de la família dels cricètids. És endèmic del centre del Brasil. Els seus hàbitats naturals són els herbassars oberts, els herbassars humits i el cerrado. És una espècie en risc mínim, és a dir, no sembla que hi hagi cap amenaça significativa per a la seva supervivència. El seu nom específic, lasiotis, significa ‘orella peluda’ en llatí.